# 北伊爾福德 (英國國會選區)

選區在大倫敦的位置

北伊爾福德（英語：Ilford North），英國國會一自治市選區，包括大倫敦東北部雷德布里奇區東部的八個地方選區。
本區1945年設立至今，多數時間支持保守黨。2005年至2015年的當區議員為保守黨的李·斯科特。他在2010年大選中以45.8%選票連任成功。工黨的韦斯·斯特里廷於2015年大選擊敗斯科特取得本區議席。